# Saint-Méard
Saint-Méard é uma comuna francesa na região administrativa da Nova Aquitânia, no departamento de Alto Vienne. Estende-se por uma área de 24,51 km². Em 2010 a comuna tinha 360 habitantes (densidade: 14,7 hab./km²).